# Calliergon giganteum
Calliergon giganteum là một loài Rêu trong họ Amblystegiaceae. Loài này được (Schimp.) Kindb. mô tả khoa học đầu tiên năm 1894.